# قرار مجلس الأمن التابع للأمم المتحدة رقم 1136
قرار مجلس الأمن التابع للأمم المتحدة رقم 1136، الذي اتخذ بالإجماع في 6 تشرين الثاني/نوفمبر 1997، بعد الإشارة إلى القرار 1125 (1997) بشأن الحالة في جمهورية أفريقيا الوسطى، مدد المجلس بعثة البلدان الأفريقية لرصد تنفيذ اتفاقات بانغي ثلاثة أشهر أخرى.
وأثنى مجلس الأمن على بعثة الرصد التي تقوم بها البلدان الأفريقية لإسهامها في تحقيق الاستقرار في جمهورية أفريقيا الوسطى. وشددت على ضرورة قيام جميع الأطراف في اتفاقات بانغي بتنفيذها بالكامل.
وبموجب الفصل السابع من ميثاق الأمم المتحدة، أُذن للبلدان المشاركة في البعثة بضمان أمن وحرية تنقل أفرادها لمدة ثلاثة أشهر أخرى. وطُلب إلى الأمين العام كوفي عنان إنشاء صندوق تستطيع فيه الدول الأعضاء المساهمة ماليا في بعثة الرصد. وفي غضون ثلاثة أشهر، أصدر تعليماته بتقديم تقرير إلى المجلس بشأن تنفيذ القرار الحالي والتوصيات المتعلقة بتقديم مزيد من المساعدة الدولية لجمهورية أفريقيا الوسطى.

## روابط خارجية
- نص القرار في undocs.org